# The Illusionist (2006)
The Illusionist, gebaseerd op het korte verhaal Eisenheimer the Illusionist van Steven Millhauser, is een drama/thriller van de regisseur Neil Burger en werd geproduceerd in het jaar 2006.

## Verhaal
Eisenheim (Edward Norton), een illusionist aan het begin van de 20e eeuw in Wenen, wordt verliefd op een vrouw ver boven zijn stand. Wanneer zij zich verlooft met de kroonprins, gebruikt Eisenheim zijn gaven als goochelaar om haar te bevrijden en de stabiliteit van het Weense koninklijk huis te ondermijnen. Maar dan gebeurt er een ongeluk en is niets meer wat het lijkt. Hoofdinspecteur Uhl (Giamatti) versterkt hierop zijn jacht op Eisenheim voor wie hij zowel bewondering als haat koestert.

## Rolverdeling
- Edward Norton: Eisenheim (geboren als Eduard Abramovich)
  - Aaron Taylor-Johnson als jonge Eduard Abramovich
- Paul Giamatti: Inspecteur Uhl
- Jessica Biel: Sophie von Teschen
  - Eleanor Tomlinson als jonge Sophie
- Rufus Sewell: Kroonprins Leopold

## Filmlocaties
Hoewel de film zich afspeelt in Oostenrijk, is de film in Tsjechië gefilmd. De steden Tábor en Praag doen dienst als de stad Wenen. De scènes in het stadje uit de jeugd van Eisenheim zijn gefilmd in Český Krumlov. Het kasteel van de kroonprins is het historische fort Konopiště nabij het stadje Benešov, het voormalige onderkomen van aartshertog Frans Ferdinand van Oostenrijk-Este. Alle andere scènes zijn opgenomen in de Barrandov Studios in Praag.